# Shabeellaha Dhexe
Shabeellaha Dhexe er en officiel territorial enhed i det sydlige Somalia, hvor hovedbyen er Jowhaar. Shabeellaha Dhexe grænser op til de somaliske territoriale enheder Banaadir, Galguduud, Hiiraan og Shabeellaha Hoose samt Det Indiske Ocean.
2°48′40″N 46°6′14″Ø / 2.81111°N 46.10389°Ø